# Hermonassa oliva
Hermonassa oliva là một loài bướm đêm trong họ Noctuidae.